# Hôtel de préfecture de la Meuse
L'hôtel de préfecture de la Meuse est un bâtiment situé à Bar-le-Duc, en France. Il sert de préfecture au département de la Meuse.

## Localisation
L'édifice est situé dans le département français de la Meuse, sur la commune de Bar-le-Duc.

## Historique
Le bâtiment tire son origine de la commanderie des Antonistes, construite au XVIIe siècle et dont subsiste une façade sur le jardin. En 1821, la façade néoclassique sur rue est ajoutée. Le bâtiment est encore agrandi entre 1904 et 1908.
La préfecture est partiellement classée au titre des monuments historiques le 30 décembre 1992.